# Woermann-Linie

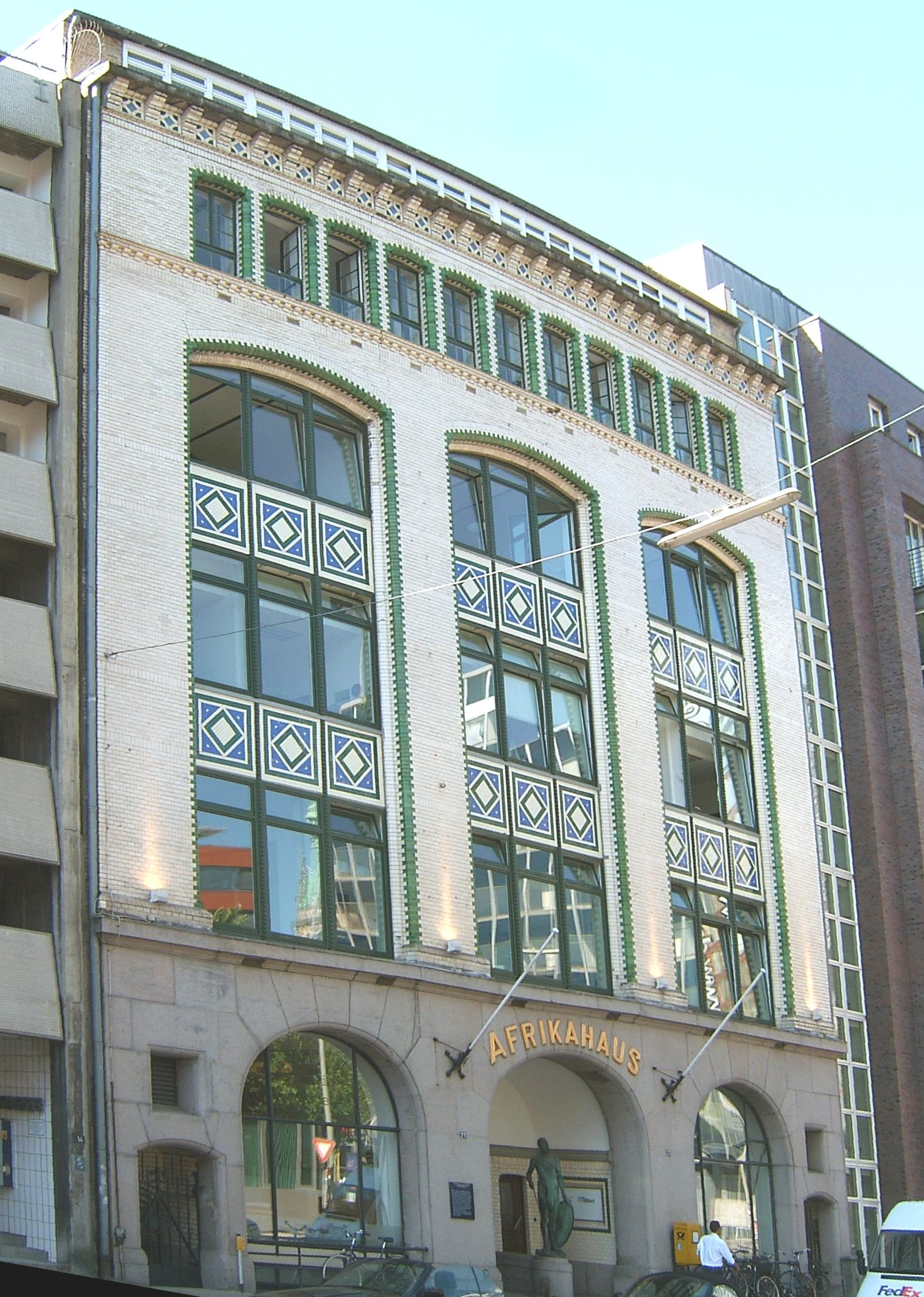
Afrikahaus

Woermann-Linie var ett rederi i Hamburg som existerade mellan 1885 och 1941. Det var ett av de viktigaste rederierna vad gäller resor till Afrika. Företaget hade sitt huvudkontor i det så kallade Afrikahaus.

## Historia
Rederieriet grundades som Afrikanische Dampfschiffs-Actiengesellschaft Woermann-Linie av Adolph Woermann. Man började då bygga upp en verksamhet med passagerar- och frakttrafik till de nyligen skapade tyska kolonierna i Afrika. 1890 grundades Deutsche Ost-Afrika Linie. 1907 blev man en del av Hapag och såldes 1916 till ett konsortium med Hapag, Norddeutscher Lloyd och Hugo Stinnes som ägare. Nazistregimen, som kom till makten 1933, drev 1934 igenom en nyordning av sjöfarten varpå Hapag och Norddeutscher Lloyd tvingades lämna ifrån sig Woermann-Linie eftersom det blev statligt. 1941 sålde staten till cigarettillverkaren Philipp F. Reemtsma som sålde vidare till John T. Essberger. Efter andra världskriget fortsatte han med trafik till Afrika men inte genom Woermann-Linie.